# Laephotis angolensis
Laephotis angolensis (Monard, 1935) è un Pipistrello della famiglia dei Vespertilionidi diffuso nell'Africa centrale.

## Descrizione

### Dimensioni
Pipistrello di piccole dimensioni, con la lunghezza della testa e del corpo tra 46 e 50 mm, la lunghezza dell'avambraccio tra 32 e 36 mm, la lunghezza della coda tra 36 e 38 mm, la lunghezza del piede di 6 mm e la lunghezza delle orecchie tra 15 e 18 mm.

### Aspetto
Le parti dorsali variano dal bruno-giallastro al bruno-rossastro con la base più scura, mentre le parti ventrali sono grigio chiare sul mento, più chiare sulla gola e color crema o bianche sull'addome. Il muso è privo di peli ed è marrone scuro. Le orecchie sono marroni scure, triangolari e molto allungate, con la punta arrotondata e i margini interni molto vicini tra loro sulla fronte ma mai uniti. Possono essere tenute erette sulla testa o piegate lateralmente ad angolo retto con il capo. Il trago è curvato in avanti, con la punta arrotondata, il margine interno convesso, quello esterno concavo e con un lobo basale. Le membrane alari sono marroni scure con i bordi posteriori biancastri. La coda è lunga ed inclusa completamente nell'ampio uropatagio.

## Biologia

### Alimentazione
Si nutre di insetti.

## Distribuzione e habitat
Questa specie è diffusa nella Repubblica Democratica del Congo sud-orientale e nell'Angola centrale.
Vive nelle boscaglie.

## Conservazione
La IUCN Red List, considerati i continui dubbi circa la sua validità tassonomica e l'assenza di informazioni recenti circa il suo areale, lo stato della popolazione, i requisiti ecologiche le minacce, classifica L.angolensis come specie con dati insufficienti (DD).